# Johanne Meyer
Johanne Meyer (Johanne Marie Abrahammine Meyer), född den 1 juli 1838 i Aalborg, död 4 februari 1915 i Köpenhamn, 
var en dansk feminist, pacifist och tidningsredaktör. Hon var medlem av flera olika kvinnoföreningar och satt, från år 1889, i styrelsen för Dansk Fredsforening och blev ordförande i den progressiva kvinnoföreningen Kvindelig Fremskridtsforening, som hon och  Matilde Bajer var med till att skapa år 1886. Meyer var, mellan åren 1888–1894, redaktör för, och skribent i föreningens tidskrift Hvad vi vil! (Vad vill vi).
Johanne Meyer var en flitig föreläsare och höll mer än tusen föredrag om allt från kvinnlig rösträtt till djurskydd.
På sin ålderdom sysslade hon med religiösa frågor och anslöt sig till Teosofiska Samfundet.

## Privatliv
Johanne Meyer (född Petersen) var dotter till tullare Lauritz Petersen (1802–1856) och Sophie Frederikke Lundberg (1799– ca.1863) och växte upp i Aalborg.
Johanne Meyer gifte sig den 13 augusti 1858 med köpmannen Emil Lauritz Meyer (1833–1917). Emil var jude men konverterade och blev kristen i samband med vigseln. Paret bodde först i Nyborg där Emil hade en affär och Johanne drev en friskola, men flyttade, år 1867, till Köpenhamn där Emil drev en spritbutik. De fick fem barn, som alla dog som spädbarn, och adopterade en flicka, Godina Petroline Henriette Rasmussen, i Nyborg. Efter flytten till Köpenhamn tog de också hand om fyra fosterbarn.